# Gaspar Verbruggen de Oude

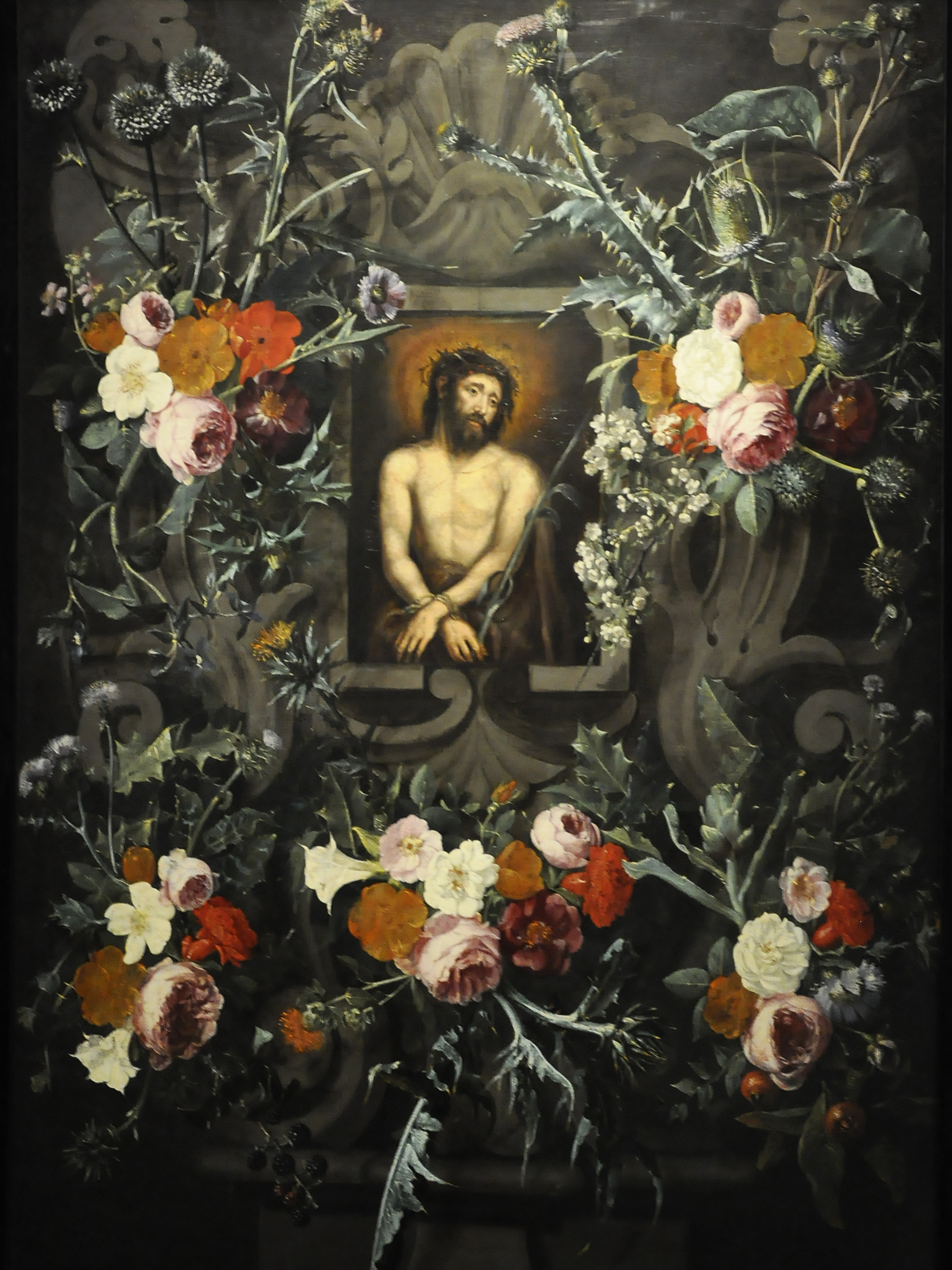
Guirlande met Ecce Homo in het Museum Kunstpalast

Gaspar Pieter Verbruggen (Antwerpen 1635 - aldaar, 1681) de Oude genoemd, was een Brabants barokschilder. Hij was de vader van Gaspar Pieter Verbruggen de Jonge en via zijn tweede huwelijk vader van Balthasar Hyacinth Verbruggen.
Gaspar Verbruggen werd meester van de Antwerpse Sint-Lucasgilde in 1650 en had enkele leerlingen waaronder zijn reeds vermelde zoon Gaspar Pieter. Hij is gekend omwille van zijn stillevens met bloemen.